# Carlos Ruiter
Carlos Ruiter de Oliveira Santos mais conhecido como Ruiter ou Carlos Ruiter, (Pesqueira, 26 de março de 1943), é um ex-futebolista brasileiro que atuava como atacante.

## Carreira

### Início no Nordeste
Iniciou a carreira futebolística, aos 16 anos de idade, no Motorista Futebol Clube da cidade de Pesqueira. Alguns anos depois, foi contratado pelo Ypiranga-BA.
Em 1962, chegou ao Confiança-SE, marcando um gol logo na sua estreia pelo clube contra o Paulistano-SE e no ano seguinte conquista o bicampeonato pelo “Dragão”. Pelo "Dragão do Bairro Industrial" foi artilheiro do Campeonato Brasileiro de Futebol de 1963.
Ao sair do Confiança-SE, segue para Campina Grande, na Paraíba, para defender o Campinense-PB onde permaneceu até 1965.
Da Paraíba, segue para a cidade do Recife, capital pernambucana, para defender as cores do Santa Cruz. No “Tricolor” do Arruda não demora muito para seu nome chegar no exterior.

### Bordeaux
De Pernambuco para o mundo. Ruiter é contratado pelo Bordeaux, da França. No “Girondins”, atuou durante cinco temporadas e disputou a final de duas edições da Taça da França, de 1968 e 1969, sendo vice-campeão em ambas edições. Durante sua passagem pelo Bordeaux, conquistou por uma vez o troféu dado ao melhor jogador do ano e foi o artilheiro do clube em todas temporadas, escrevendo suas páginas na história do clube.

### Mônaco
Após quatro temporadas atuando pelo Bordeaux, Ruiter é contratado pelo Mônaco, para mais quatro temporadas. Em sua passagem pelo “Mônaco” foi artilheiro de uma temporada com 32 gols marcados. A sua passagem pelo futebol Francês termina no final de 1974. Ruiter retorna ao Brasil em 1975 e jogou alguns amistosos com a camisa do Confiança-SE onde encerrou sua carreira.

### Fim da carreira
O ídolo do Confiança voltou ao Brasil em 1975, aos 32 anos, para atuar pelo Confiança por mais duas temporadas.

## Títulos
Confiança
- Campeonato Sergipano: 1962, 1963

### Prêmios individuais
- Artilheiro da Taça Brasil: 1963 (9 gols)[4][5]